# Heresiarches cingulatus
Heresiarches cingulatus är en stekelart som beskrevs av Heinrich 1970. Heresiarches cingulatus ingår i släktet Heresiarches, och familjen brokparasitsteklar. Inga underarter finns listade.